# Schloss Penzing

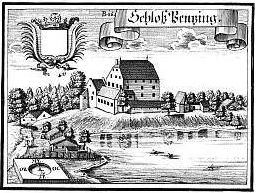
Schloss Penzing in Babensham nach einem Stich von Michael Wening von 1721

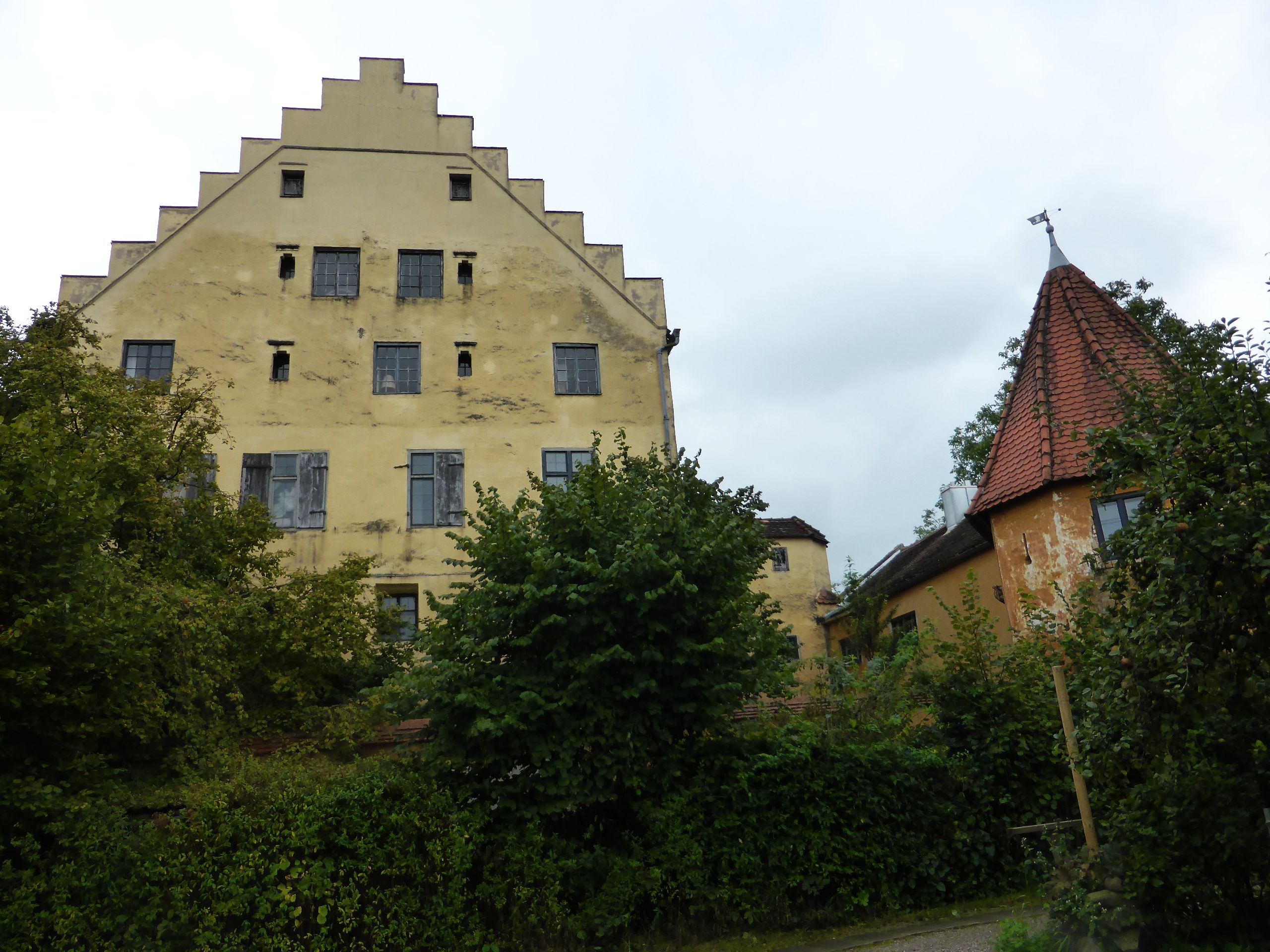
Schloss Penzing heute

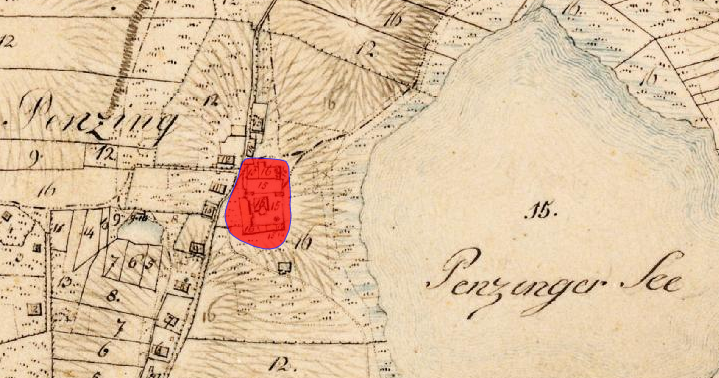
Lageplan von Schloss Penzing auf dem Urkataster von Bayern

Das Schloss Penzing befindet sich im Ortsteil Penzing der Gemeinde Babensham im Landkreis Rosenheim von Bayern (Schloßberg 2). Die Anlage ist unter der Aktennummer D-1-87-116-53 als denkmalgeschütztes Baudenkmal von Penzing verzeichnet. Ebenso wird sie als Bodendenkmal unter der Aktennummer D-1-7939-0134 im Bayernatlas als „untertägige mittelalterliche und frühneuzeitliche Befunde im Bereich von Schloss Penzing und seiner Vorgängerbauten mit zugehöriger Schlosskapelle“ geführt.

## Geschichte
1255 tritt ein Dominus Conradus de Penzingen aus der Wasserburger Ministerialität in den Urkunden des Klosters Attel auf. Das Schloss wurde im 15. Jahrhundert im spätgotischen Stil errichtet. Als erster Besitzer des Schlosses wird ein Magnus der Reiter 1428 genannt. Vom 15. bis zum 18. Jahrhundert erscheinen See und Sedelhof von Penzing als herzogliches Lehen, erstmals unter Kaspar Kyenberger. Ende des 15. Jahrhunderts ist der Besitz in Händen der Familie Fröschl. Die Schlosskapelle wird 1483 durch Albrecht Fröschl erbaut, wie durch eine Gedenktafel in der Kapelle noch heute bezeugt wird. 1519–1543 gehört Penzing der Familie Berghofer, 1538 wird ein Erasmus Berghofer genannt. Von 1547 bis 1620 ist Penzing Besitz der Flitzinger. Wolfgang Flitzinger zum Haag war 1547 Jägermeister in Landshut. In den Akten des Landgerichtes Kling heißt es 1597: Penzing gehert Heinrichen von Filzing zum Haag und Pentzing zue, ist von alter hero alles massen, wie dieselb gegen dem Landgericht mit ordentlichen Marchen fürzaigt ist, für ain gefreite Hofmarch gehalten worden. Dieser Status als Hofmark scheint aber nicht durchgehend gesichert, denn eine Notiz von 1606 lautet: ist von alters hero auch nur für ain Sitz gehalten worden, hat ein Kleins Schlössl und Derffel darbey, vor Zeiten ist nichts alß berührths Schloß und ain Mayrhof vorhanden gewest.
Ab 1639 waren die Grafen von Lodron die Inhaber des Edelsitzes. 1747 wurden sie von den Grafen von Arco abgelöst. Graf Philipp von Arco besaß die Hofmark Penzing bis 1781. Dann kaufte der Bürgermeister und Weingastwirt Franz Xaver Mooshammer von Burghausen den Sitz Penzing. Da dieser als Bürger nicht zur Edelmannsfreiheit fähig war, wurde die Niedergerichtsbarkeit entzogen. Unter dem königlichen Hofrat und Professor Franz Xaver Ritter von Moosham wurde Penzing 1815 wieder zu einem Orts- und 1820 zu einem Patrimonialgericht II. Klasse. Am 23. Oktober 1828 wurde der ritterlehenbare See und Sedlhof Penzing mit der Gerichtsbarkeit vom königlichen Landgericht Wasserburg eingezogen. Zeitweise gehörte auch das Jagdschlösschen Landenham zum Besitz von Penzing, welches aber 1848 an den Bierbrauer Enzinger verkauft wurde.

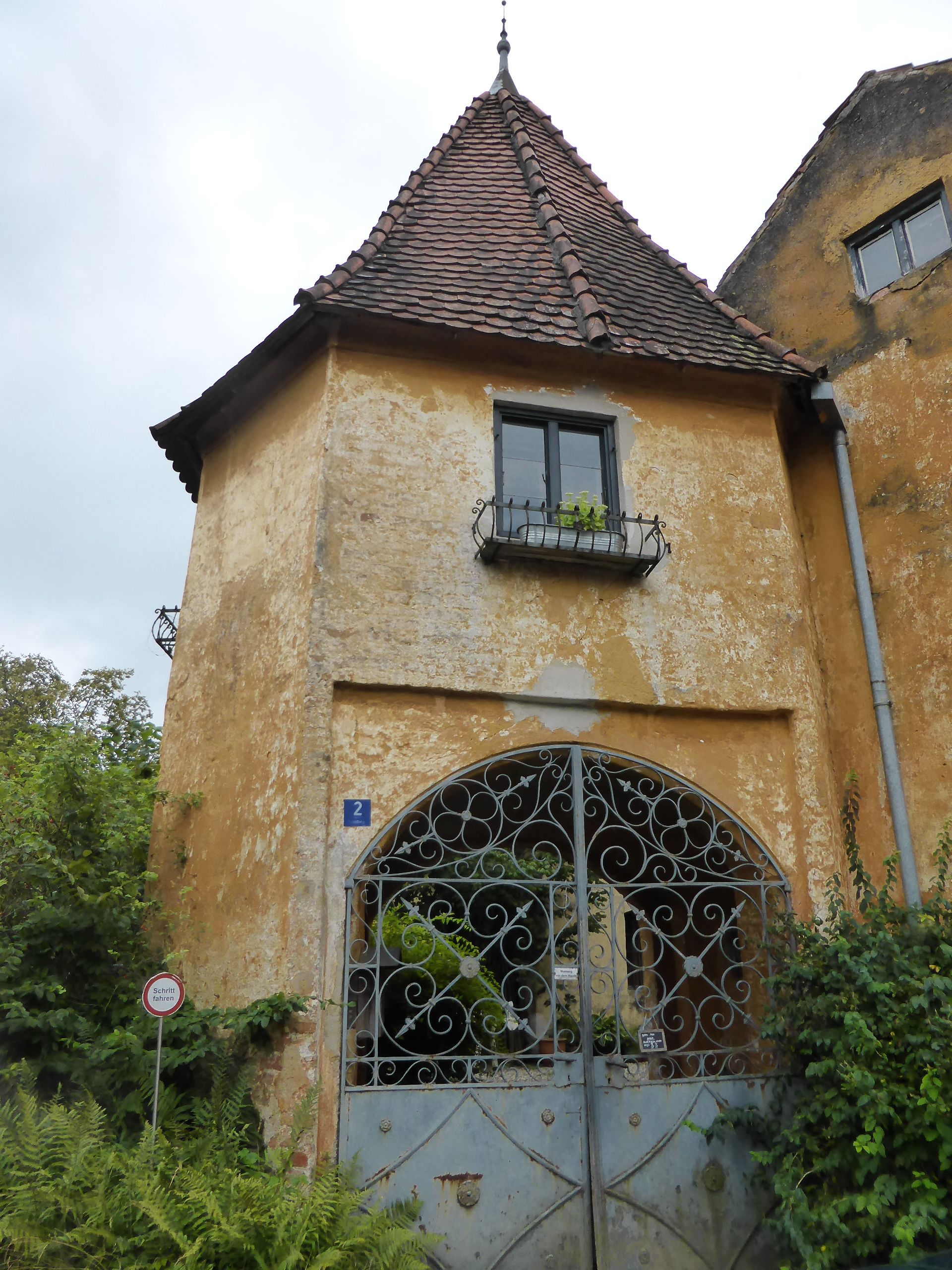
Schloss Penzing (Torturm)

## Schloss Penzing einst und jetzt
Wie man auf dem Stich von Michael Wening aus dem Jahr 1721 sehen kann, lag das Schloss oberhalb des kleinen Penzinger Sees. Der kastenartige und viergeschossige Hauptbau ist mit einem Krüppelwalmdach gedeckt. Eine dieses Gebäude umgebende Mauer wird durch Wirtschaftsbauten und einer Kapelle ergänzt. Auch ein Nebengebäude mit Treppengiebel ist zu sehen.
Auch heute ist das Schloss Penzing noch eine mehrflügelige Anlage mit einem viergeschossigen Hauptbau mit Treppengiebeln aus dem 19. Jahrhundert, einem Satteldach, sowie einer rechteckigen Mauer, und einem westlich anschließenden Verbindungstrakt mit einer Durchfahrt. Richtung Westen befindet sich ein zweigeschossiger Satteldachbau und ein achteckiger Torturm mit einem Pyramidenhelm. Die Anlage ist im Kern spätgotisch, wurde aber im 19. Jahrhundert umgestaltet. Die Einfriedungsmauer stammt aus dem 19. Jahrhundert. Die freistehende Schlosskapelle von 1483 besitzt einen offenen Glockenstuhl und wurde 1982 renoviert. Während der Sommermonate werden die Glocken täglich um 20 Uhr geläutet. Die Kapelle ist nicht allgemein zugänglich, kann aber für bestimmte Ereignisse (z. B. Taufen, Hochzeiten) gebucht werden.
Durch kulturelle Veranstaltungen (Adventsmarkt, Flohmärkte und Musikereignisse) wird versucht, das Schloss wieder zu beleben.